# حسن بیطار
حسن بیطار (عربی: حسن ابراهيم بيطار؛ زادهٔ ۲۴ مهٔ ۱۹۸۵) بازیکن فوتبال اهل لبنان بود.
وی همچنین در تیم‌های ملی فوتبال زیر ۲۳ سال لبنان، و لبنان بازی کرده‌است.